# Grupo Montparnasse
Grupo Montparnasse war eine avantgardistische Vereinigung von chilenischen Malern und Bildhauern.
Die Grupo Montparnasse wurde 1923 von Luis Vargas Rosas und Camilo Mori in Santiago de Chile gegründet. Die beiden hatten sich in Montparnasse (Paris) kennen gelernt, wo sie beide 1920 an der jährlichen Ausstellung des Salon d’Automne teilgenommen hatten. Neben anderen Künstlern aus Chile – und anderen Ländern Südamerikas – studierten sie in Frankreich die klassische Malerei und Bildhauerei, setzten sich aber auch mit dem Kubismus und dem Post-Impressionismus auseinander.
Bereits im Gründungsjahr 1923 konnten sie in Santiago de Chile eine beeindruckende Werkschau in einer kontrovers diskutierten Ausstellung zeigen.

## Mitglieder (Auswahl)

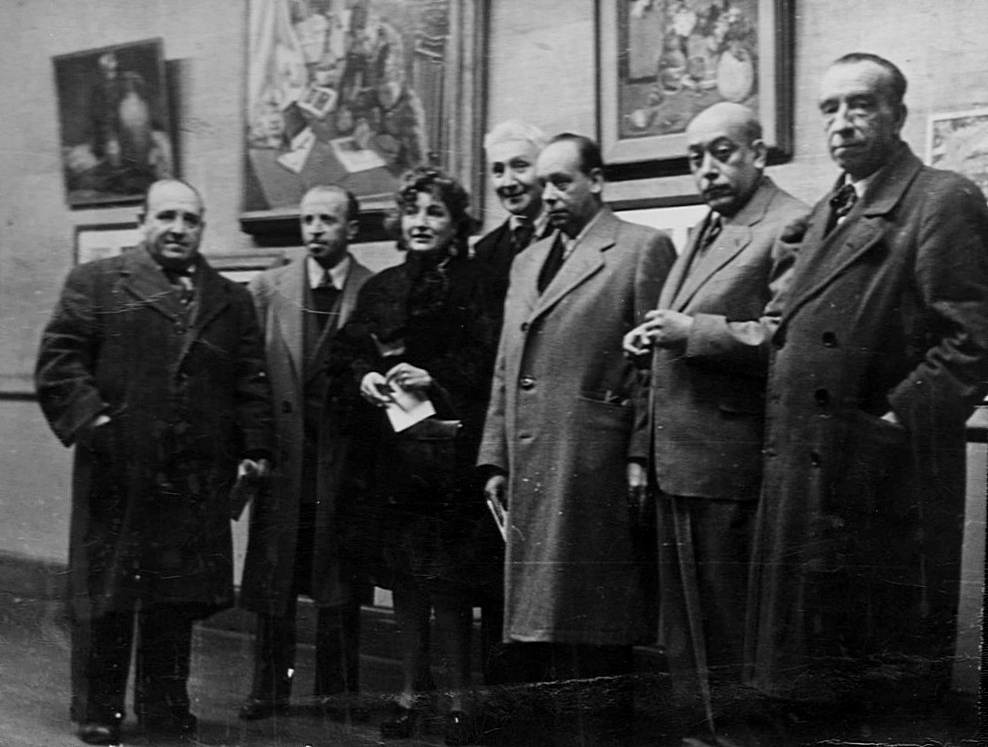
Mitglieder der Grupo Montparnasse (1945), u. a. José Perotti, Henriette Petit, Luis Vargas Rosas und Juan Emar

| - Graciela Aranis (1908–1996) - Pablo Burchard Eggeling (1875–1964) - Jorge Caballero (1902–1992) - Isaías Cabezón (1891–1963) - Hector Cáceres (1897–1980) - Ana Cortés (1906–1998) | - Augusto Eguiluz (1893–1969) - Jorge Letelier Nuñez (1887–1966) - Camilo Mori (1896–1973) - Julio Ortiz de Zárate (1885–1946) - Henriette Petit (1894–1983) - José Perotti (1898–1956) | - Inés Puyó (1906–1996) - Luis Vargas Rosas (1897–1977) - Pablo Vidor (1892–1991) - Waldo Vila (1894–1979) - Marta Villanueva (1900–1995) - Álvaro Yáñez Bianchi (1893–1964) |